# Barbara Rath (Autorin)
Barbara Rath (* 12. Juli 1962) ist eine deutsche Autorin. Sie lebt und arbeitet in Krefeld.

## Leben
Barbara Rath wuchs in Krefeld auf und studierte in Braunschweig Biologie mit den Schwerpunkten Zoologie, sowie Human- und Cytogenetik. Nach Tätigkeit für das Bundesforschungsministerium in einer Projektträgerschaft zur Forschungsförderung in den Bereichen Biologie/Biotechnologie folgte eine lange Familienphase.
Von 2002 bis 2012 war sie als freie Mitarbeiterin tätig im Krefelder Zoo.
Seit 2000 schreibt und publiziert Rath Liedertexte, Kurzgeschichten, Romane, Sachbücher, Gedichte sowie Hörspiele und Bühnenstücke. Dabei wurden in Zusammenarbeit mit dem Buch Verlag Kempen bisher zwei Konzepte zur Leseförderung von ihr entwickelt: die „Lesefutter“-Reihe, sowie die Reihe „Lauter lesen“. Rath veranstaltet Lesungen, vor allem in Schulen, Bibliotheken, Buchhandlungen etc.

## Werke
Die meisten Buchtitel von Barbara Rath sind in den Internetportalen zur Leseförderung von Antolin und Lepion enthalten. Zu einigen Buchtiteln existieren Literaturprojekte des Buch Verlag Kempen.

### Erzählungen/Anthologien
- Der Sonntagsbraten. Erzählung, aus umschalten. Geschichten, Meditationen und Gedichte über den Sonntag. Herausgeber KAB Aachen, Aachen 2000.
- Mein alter und mein neuer Sonntag. Erzählung, aus umschalten, Geschichten, Meditationen und Gedichte über den Sonntag. Herausgeber KAB Aachen, Aachen 2000.
- Die Kleinen Drei Könige. Erzählung aus feuerzeichen – Advent und Weihnachten, Herausgeber KAB Westdeutschlands. Ketteler Verlag, Köln 2001, ISBN 3-927494-41-0.

### Romane
- Die tibetanische Rennschnecke. Buch Verlag Kempen, 2005, ISBN 3-936577-87-0.
- Der Gurkenvampir. Buch Verlag Kempen, 2008, ISBN 978-3-86740-032-9. (2. Platz bei der Verleihung der Kalbacher Klapperschlange 2009 im Gesamtklassement, 1. Platz in der Altersklasse 3./4. Schuljahr)
- Der Rosenkohlpirat. Buch Verlag Kempen, 2009, ISBN 978-3-86740-031-2.
- Vollhorst! Buch Verlag Kempen, 2011, ISBN 978-3-86740-261-3.
- Sid – ein kleines Känguru sucht im australischen Busch seine Familie, Independently published 2017, E-Book-Ausgabe, Taschenbuchausgabe ISBN 978-1-5218-8435-5
- Sid – ein kleines Känguru sucht im australischen Busch seine Familie, Independently published 2024, Sonderausgabe zum Selbstillustrieren, Taschenbuchausgabe ISBN 979-8343546262
- Sids Abenteuer – ein kleines Känguru sucht im australischen Busch seine Familie, Independently published 2025, Roman für Kinder in einfacher Sprache, Taschenbuchausgabe ISBN 979-8310522770
- Olo Hufeisennase oder Wie gründet man eine Kolonie?, erschienen im Eigenverlag 2021, Taschenbuchausgabe, ISBN 979-8-7968-9036-3

### Kurzgeschichten
- Die Kürbishexe, erschienen im Eigenverlag bei Amazon 2017, Taschenbuch: ISBN 978-1-5497-9406-3, E-Book
- Wie das Kürbisfest gerettet wurde, erschienen im Eigenverlag bei Amazon 2018, Taschenbuch: ISBN 978-1-72920-563-1, E-Book
- Die Kürbishexe & Wie das Kürbisfest gerettet wurde – Doppelband – Zwei Märchen zu Halloween und über Halloween [garantiert gruselfrei!], erschienen im Eigenverlag bei Amazon 2018, Taschenbuch: ISBN 978-1-72945-257-8
- Die schönsten Weihnachtsgeschichten von Barbara Rath, erschienen im Eigenverlag bei Amazon 2018, Taschenbuch: ISBN 978-1-79025-844-4, E-Book
- Warum der Marienkäfer schwarze Punkte hat – Eine mehrsprachige Geschichte für Kinder zum Lesen & Vorlesen, die im Zusammenhang mit einem gemeinsamen Buchprojekt mit einer Krefelder Kita entstand, erschienen im Eigenverlag bei Amazon 2018 in 10 Sprachen als Taschenbuch und E-Book:

### Bühnenstücke
- Der Ton oder Wie die Musik entstand. Buch Verlag Kempen, 2012, ISBN 978-3-86740-354-2.
- Das Schulkrokodil. Buch Verlag Kempen, 2012, ISBN 978-3-86740-358-0.
- Einschulungsstücke. Buch Verlag Kempen, 2012, ISBN 978-3-86740-355-9.

### Minibücher
- Ein ungewöhnliches Gespann. Buch Verlag Kempen, 2006, ISBN 3-938458-92-5.
- Der Fall Samson. Buch Verlag Kempen, 2007, ISBN 978-3-86740-028-2.
- Der Fall Trillerpfeife. Buch Verlag Kempen, 2008, ISBN 978-3-938458-85-3.

### Reihe „Lesefutter“
- Wenn der Osterhase bellt. Buch Verlag Kempen, 2005, ISBN 3-936577-94-3.
- Tierische Warum-Geschichten. Band 1, Buch Verlag Kempen, 2005, ISBN 3-936577-95-1.
- Tierische Warum-Geschichten. Band 2, Buch Verlag Kempen, 2005, ISBN 3-936577-96-X.
- Kleine Leute ganz groß. Buch Verlag Kempen, 2006, ISBN 3-938458-71-2.

### Reihe „Lauter lesen“
- Wie wird man ein Piratenkapitän? Buch Verlag Kempen, 2011, ISBN 978-3-86740-314-6.
- Ritter Espenlaub. Buch Verlag Kempen, ISBN 978-3-86740-313-9.
- Die Badehose. Buch Verlag Kempen, 2011, ISBN 978-3-86740-310-8.
- …bloß ein Indianermädchen. Buch Verlag Kempen, 2011, ISBN 978-3-86740-311-5.
- Die Hirschkäfergeschichte. Buch Verlag Kempen, 2012, ISBN 978-3-86740-312-2.

### Liedertexte
- H.-J. van der Gieth: Lesen – Wissen – Erleben: Schütz deine Erde. ISBN 978-3-86740-213-2. (inkl. CD; Rath verfasste 5 Liedertexte zu Umweltthemen für die CD)
- Text "Zeit verstreicht", Interpret Eric Fish and Friends

### Sachbücher
- Sinnesspiele – 44 Spiele und Aktionen zum Entdecken der eigenen Fähigkeiten und Grenzen. (= spielend leicht). Neukirchener Aussaat, 2014, ISBN 978-3-7615-6140-9.
- Abschiedsspiele – 33 Spiele und Aktionen für Abschlussfeiern in Gruppen. (= spielend leicht). Neukirchener Aussaat, 2015, ISBN 978-3-7615-6213-0
- Spiele rund um den Fußball – 33 Aktionen für Gruppen. (= spielend leicht). Neukirchener Aussaat, 2016, ISBN 978-3-7615-6285-7.
- Tipps & Tricks zur Leseförderung – Wie wir Kinder fürs Lesen begeistern. Eigenverlag Amazon, 2017, ISBN 978-1-5220-6212-7.
- Ostern! – Geschichten, Gedichte & Infos, Knobelaufgaben und Spiele für Kinder im Grundschulalter. Eigenverlag Amazon, 2018, ISBN 978-1-980322-13-9.
- Spiel-, Spaß-, Lese- und Arbeitsbuch zu Ostern, Kopiervorlagen DIN A4 mit Geschichten, Gedichten & Infos, Knobelaufgaben und Spielen für Kinder im Grundschulalter, erschienen im Eigenverlag bei Amazon 2018, ISBN 978-1-980453-62-8
- Literaturbegleitmaterial zum Roman Sid. Kopiervorlagen für Schule & Lehrer:innen. Eigenverlag Amazon, 2018, ISBN 978-1-72003-338-7.
- Das Wildschwein. Hase und Igel, München 2021, ISBN 978-3-86316-361-7.
- Die Eidechse. Hase und Igel, München 2021, ISBN 978-3-86316-369-3.
- Der Wolf. Hase und Igel, München 2021, ISBN 978-3-86316-364-8.
- Maulwurf, Regenwurm und Co. Hase und Igel, München 2021, ISBN 978-3-86316-365-5.
- Die Taube. Hase und Igel, München 2021, ISBN 978-3-86316-366-2.
- Der Spatz. Hase und Igel, München 2021, ISBN 978-3-86316-362-4.
- Der Dachs . Hase und Igel, München 2021, ISBN 978-3-86316-368-6.
- Der Käfer. Hase und Igel, München 2021, ISBN 978-3-86316-367-9.
- Fliegen und Mücken. Hase und Igel, München 2021, ISBN 978-3-86316-363-1.
- Bussard, Falke und Co. Hase und Igel, München 2021, ISBN 978-3-86316-370-9.
- Das Murmeltier. Hase und Igel, München 2023, ISBN 978-3-86316-425-6.
- Der Braunbär. Hase und Igel, München 2023, ISBN 978-3-86316-421-8.
- Der Luchs. Hase und Igel, München 2023, ISBN 978-3-86316-422-5.
- Der Specht. Hase und Igel, München 2023, ISBN 978-3-86316-423-2.
- Der Steinbock. Hase und Igel, München 2023, ISBN 978-3-86316-427-0.
- Der Steinmarder. Hase und Igel, München 2023, ISBN 978-3-86316-424-9.
- Der Waschbär. Hase und Igel, München 2023, ISBN 978-3-86316-428-7.
- Die Schwalbe. Hase und Igel, München 2023, ISBN 978-3-86316-429-4.
- Kreuzotter, Ringelnatter & Co. Hase und Igel, München 2023, ISBN 978-3-86316-430-0.
- Krähe, Elster & Co. Hase und Igel, München 2023, ISBN 978-3-86316-426-3.
- Die Ente. Hase und Igel, München 2024, ISBN 978-3-86316-461-4.
- Der Hirsch. Hase und Igel, München 2024, ISBN 978-3-86316-462-1.
- Der Fischotter. Hase und Igel, München 2024, ISBN 978-3-86316-463-8.
- Die Meise. Hase und Igel, München 2024, ISBN 978-3-86316-464-5.
- Die Schildkröte. Hase und Igel, München 2024, ISBN 978-3-86316-465-2.
- Flusskrebs, Muschel & Co. Hase und Igel, München 2024, ISBN 978-3-86316-466-9.
- Die Wildkatze. Hase und Igel, München 2024, ISBN 978-3-86316-467-6.
- Der Fasan. Hase und Igel, München 2024, ISBN 978-3-86316-468-3.
- Der Siebenschläfer. Hase und Igel, München 2024, ISBN 978-3-86316-469-0.
- Seepferdchen, Seestern & Co. Hase und Igel, München 2024, ISBN 978-3-86316-470-6.
- Das kleine Erdmännchen wird groß (= Igelhefte 76.) Hase und Igel, München 2022, ISBN 978-3-86316-217-7.
- Der kleine Pinguin wird groß (= Igelhefte 77.) Hase und Igel, München 2022, ISBN 978-3-86316-218-4.
- Der kleine Elefant wird groß (= Igelhefte 78.) Hase und Igel, München 2022, ISBN 978-3-86316-219-1.
- Der kleine Schimpanse wird groß (= Igelhefte 79.) Hase und Igel, München 2022, ISBN 978-3-86316-220-7.
- Der kleine Tiger wird groß (= Igelhefte 80.) Hase und Igel, München 2022, ISBN 978-3-86316-221-4.
- Der kleine Seehund wird groß (= Igelhefte 81.) Hase und Igel, München 2022, ISBN 978-3-86316-222-1.
- Das kleine Huhn wird groß (= Igelhefte 82.) Hase und Igel, München 2022, ISBN 978-3-86316-223-8.
- Die kleine Amsel wird groß (= Igelhefte 83.) Hase und Igel, München 2022, ISBN 978-3-86316-224-5.
- Das kleine Schaf wird groß (= Igelhefte 84.) Hase und Igel, München 2022, ISBN 978-3-86316-225-2.
- Die kleine Biene wird groß (= Igelhefte 85.) Hase und Igel, München 2022, ISBN 978-3-86316-226-9.

### Texte zur Leseförderung in der Schule
- Vorlesetheater / Band 1 (Reihe Lesezeit) BVK Buch Verlag Kempen, 2023, ISBN 978-3-96520-242-9.
- Vorlesetheater / Band 2 (Reihe Lesezeit) BVK Buch Verlag Kempen, 2023, ISBN 978-3-96520-243-6.
- Lesetandems und Chorisches Lesen / Klasse 4 (Reihe Lesezeit) BVK Buch Verlag Kempen, 2023, ISBN 978-3-96520-243-6.
- Weihnachtliche Vorlesetheater (Reihe Lesezeit) BVK Buch Verlag Kempen, 2023, ISBN 978-3-96520-282-5.
- Tandemlesen - 20 Minuten Lesezeit (Reihe Lesezeit) BVK Buch Verlag Kempen, 2024, ISBN 978-3-96520-286-3.
- Lesetandems rund um Ostern: Geschichten/Gedichte/Sachtexte (Reihe Lesezeit) BVK Buch Verlag Kempen, 2024, ISBN 978-3-96520-337-2.
- Löwe, Affe und Elefant – Tierische Zoogeschichten gemeinsam im Lesetandem lesen (Reihe Lesezeit) BVK Buch Verlag Kempen, 2025, ISBN 978-3-96520-385-3.

### Lyrik
- 24 x Gedichtespaß zu Weihnachten – Materialsammlung mit Weihnachtsgedichten ab Klasse 2. Lernbiene Verlag, 2014, ISBN 978-3-95664-783-3. (Rath verfasste in dieser Materialsammlung für Grundschüler zwölf Weihnachtsgedichte)
- Die schönsten Weihnachtsgedichte von Barbara Rath. Eigenverlag Amazon, 2020, ISBN 979-8-6984-3562-4.
- Reime zu Ostern …über Hasen und Hühner, Lämmer und Küken, Eier und Frühling. Eigenverlag Amazon. 2022, ISBN 979-8-4306-1507-9.

### Aufführungen/Singspiele
Mehrere Singspiele für Kinder- und Jugendchöre wurden von Rath getextet und von H.P. Kortmann vertont und unter dessen Leitung aufgeführt:
- Wie die Tiere das Paradies verloren oder Warum es braune und weiße Bären gibt
- Die kleinen Drei Könige
- Ein etwas anderes Krippenspiel
- Der vierte und der fünfte König

## Sekundärliteratur
- Susanne Stuhl: Lesecafé – Ein Unterrichtsversuch zur Umsetzung handlungs- und produktionsorientierter Verfahrensweisen am Beispiel der Minilektüre „Der Fall Samson“. GRIN Verlag, 2010, ISBN 978-3-640-56502-3.